# تيرزان 5
تيرزان 5 هي مجرة تتبع كوكبة الرامي. اكتشفها Agop Terzan ‏ في 1968.

## روابط خارجية
- تيرزان 5 على موقع ويكي سكاي: DSS2, SDSS, GALEX, IRAS, Hydrogen α, X-Ray, Astrophoto, Sky Map, Articles and images